# VLA2001
VLA2001 ist ein COVID-19-Impfstoff des französischen Pharmakonzerns Valneva in Form eines inaktivierten Virus (Totimpfstoff). Das Virus wird auf einer Zellkultur aus Nierenzellen der Grünen Meerkatze gezüchtet und chemisch inaktiviert.
Im April 2022 wurde der Impfstoff von der britischen Behörde MHRA unter dem Namen COVID-19 Vaccine Valneva im Vereinigten Königreich zugelassen für die aktive Immunisierung zur Vorbeugung gegen COVID-19 bei Erwachsenen im Alter von 18 bis 50 Jahren. Im Juni 2022 erteilte die Europäische Kommission VLA2001 unter dem Handelsnamen COVID-19-Impfstoff (inaktiviert, adjuvantiert) Valneva als erstem Ganzvirus-Impfstoff gegen SARS-CoV-2 in der EU die Zulassung für die Grundimmunisierung.
In Anbetracht der reduzierten Abnahmemengen durch die Europäische Kommission und des Überangebotes an Impfstoffen in der EU stellte Valneva die Herstellung des Vakzins ein und zog die europäische Zulassung zum Dezember 2023 zurück.

## Wirkungsweise
Eine Dosis des Impfstoffes enthält 33 Antigen-Einheiten an inaktivierten, ganzen Viruspartikeln von SARS-CoV-2 (Wuhan-Stamm hCoV-19/Italy/INMI1-isl/2020) mit hoher Spike-Proteindichte. Es ist kombiniert mit zwei Adjuvantien, dem Adsorbens Aluminiumhydroxid (0,5 mg Al3+) und 1 mg CpG-Oligonukleotid 1018.
Das Virus wird auf Vero-Zellen gezüchtet, einer Zelllinie, die aus Nierenzellen von Grünen Meerkatzen gewonnen wurde und mit einer Reihe von Viren infizierbar sind. Die gewonnenen Viruspartikel werden mit Propiolacton inaktiviert und die viralen Proteine aufgereinigt. Die Vero-Zellen selbst sind nicht Bestandteil des Impfstoffes.
CpG 1018 wurde zunächst als Impfstoff-Adjuvans für den 2021 zugelassenen monovalenten Hepatitis-B-Impfstoff HEPLISAV-B von Dynavax entwickelt und ist als Adjuvans bereits bekannt und geprüft. Es begünstigt stark die Entwicklung der Th1-Untergruppe von T-Helfer-Zellen, derjenigen Art von T-Helfer-Zellen, die für den Schutz vor Infektionen mit Viren und intrazellulären Bakterien wesentlich sind.
VLA2001 ist gemäß Herstellerangaben unter Standardbedingungen in der Kühlkette (2 °C bis 8 °C) lagerfähig. Ungeöffnete Mehrdosendurchstechflaschen können unter diesen Bedingungen 15 Monate gelagert werden.

## Studien

### Phase-1-Studie/Phase-2-Studie
Die am 16. Dezember 2020 angekündigte VLA2001-201-Studie war eine randomisierte Doppelblindstudie, in der die Sicherheit und Immunogenität für drei Dosisstufen bei 153 gesunden Erwachsenen im Alter von 18 bis 55 Jahren in Großbritannien bewertet wurde. VLA2001 wurde als gut verträglich befunden, ohne dass Sicherheitsbedenken festgestellt wurden. Die Probanden erhielten eine 2-Dosis-Therapie, mit der Zweitdosis nach 3 Wochen. In dieser Hochdosisgruppe wurden in Rekonvaleszenz-Seren im Allgemeinen eine IgG-Serokonversionsrate von 100 % und neutralisierende Antikörpertiter auf oder über Niveau beobachtet. Das Unternehmen gab an, dass es beschlossen hat, die hohe Dosis in die klinische Phase-3-Studie aufzunehmen. Andere Studien, einschließlich Auffrischungsstudien, die Antigen-sparende Dosen beinhalten, werden ebenfalls evaluiert.
Am 28. Januar 2021 gab das Unternehmen bekannt, dass es parallel zu den laufenden klinischen Studien mit der Produktion seines inaktivierten COVID-19-Impfstoffkandidaten mit Adjuvans in Livingston (Schottland) begonnen hat. Es habe seine Laborkapazitäten der Biosicherheitsstufe 3 an seinen Standorten in Nantes, Wien und Livingston optimiert.

### Phase-3-Studie
Nach positiven Ergebnissen der Phase-1- und Phase-2-Studien begann im April 2021 eine Phase-3-Studie. Diese wurde als Vergleichsstudie mit AstraZenecas Impfstoff AZD1222 (Vaxzevria) angelegt. 4000 Probanden wurden in zwei Gruppen aufgeteilt, wobei jede den jeweiligen Impfstoff zweimal im Abstand von vier Wochen erhielt. Nach weiteren zwei Wochen wurden die jeweiligen Titer der neutralisierenden Antikörper gemessen.
In der Phase-3-Studie erzielte VLA2001 eine bessere Immunität und Verträglichkeit als der AstraZeneca-Impfstoff.

### Booster-Studie
In der britischen „Cov-Boost“-Studie wurde VLA2001 neben anderen als Booster nach vollständiger Grundimmunisierung mit Vaxzevria oder Tozinameran verabreicht, verglichen mit einer Kontrollgruppe, die einen Meningokokken-Impfstoff erhielt. Untersucht wurde die Sicherheit und die Immunogenität von 7 verschiedenen Impfstoffen. Dazu wurden Blutproben 14, 28 und 84 Tage nach Auffrischungsimpfung genommen. VLA2001 wurde entweder in voller und in halber Dosis verabreicht und zeigte sich auch hier gut verträglich. Alle verwendeten Auffrischungsimpfstoffe bewirkten eine Immunantwort. Im Vergleich zu den anderen verabreichten Impfstoffen fielen die ausgewerteten Immunantworten (Anstieg der Antikörper-Titer gegen das Spikeprotein, Neutralisationstests gegen die ursprüngliche Wuhan-Variante und die Delta-Variante) bei VLA2001 am niedrigsten aus, bei Tozinameran als Grundimmunisierung blieben die Werte teils unter der statistischen Signifikanz.

## Zulassung
| Staat / Staatenverbund       | Zulassungsdatum                                    | Quellen              |
| ---------------------------- | -------------------------------------------------- | -------------------- |
| Bahrain                      | 1. März 2022 (Notfallzulassung)                    | [ 11 ]               |
| Vereinigtes Königreich       | 14. Apr. 2022 (bedingte Zulassung)                 | [ 1 ]                |
| Vereinigte Arabische Emirate | 16. Mai 2022 (Notfallzulassung)                    | [ 12 ]               |
| Europäische Union / EWR      | 24. Juni 2022 (zurückgezogen zum 1. Dezember 2023) | [ 13 ] [ 14 ] [ 15 ] |

VLA2001 wurde von Valneva, einem französischen epidemiologischen Forschungsinstitut mit Sitz in Saint-Herblain, in der österreichischen Fertigungsstätte in Wien hergestellt. Nachdem Valneva zunächst von einer Zulassung des Impfstoffes im April 2022 ausging, gab die Europäische Arzneimittel-Agentur (EMA) Anfang Dezember 2021 bekannt, den Impfstoff beschleunigt zu prüfen, so dass das Zulassungsverfahren bereits „in wenigen Wochen abgeschlossen sein“ könnte. Nach Rückmeldungen der EMA am 25. Februar 2022 ging Valneva von einer Auslieferung des Impfstoffs in der EU im zweiten Quartal 2022 aus. Ende April 2022 erhielt Valneva allerdings eine weitere Liste mit Fragen von der EMA, deren zufriedenstellende Beantwortung eine Voraussetzung für eine Zulassung ist. Im Mai 2022 wurde der Antrag auf Marktzulassung in der EU gestellt, am 24. Juni 2022 ließ die Europäische Kommission den Valneva-Impfstoffs für die Erstimpfung von Menschen im Alter von 18 bis 50 Jahren zu. Es war der erste in der EU zugelassene Ganzvirus-Impfstoff gegen SARS-CoV-2 und die erste standardmäßige Zulassung („Vollzulassung“ ohne Bedingungen), die einem Covid-19-Impfstoff erteilt wurde. Mit Wirkung zum 1. Dezember 2023 widerrief die Kommission auf Antrag von Valneva die europäische Zulassung für den Impfstoff.

## Vertrieb
- Die britische Regierung machte von ihrer Option Gebrauch, 40 Mio. Dosen VLA2001 für das Jahr 2022 zu bestellen. Dies ergab ein Gesamtvolumen des von der britischen Regierung bestellten Valneva-Impfstoffs von 100 Mio. Dosen. Die britische Regierung hielt zudem eine Option für die Bestellung weiterer 90 Mio. Dosen zwischen 2023 und 2025. Mitte September 2021 stornierte die britische Regierung den Liefervertrag unter Hinweis auf nicht erfüllte Verpflichtungen („breach of obligations“), die Valneva bestritt.[27][28]
- Am 10. November 2021 schloss die Europäische Kommission nach bereits im Januar 2021 abgeschlossenen Sondierungsgesprächen[29] mit Valneva einen Vertrag über die Lieferung von 60 Mio. Dosen des Impfstoffs ab. Konkret seien 27 Mio. Dosen im Jahr 2022 und bis zu 33 Mio. Dosen im Jahr 2023 zu liefern.[30][17]
- Am 8. Dezember 2021 schloss Valneva einen Liefervertrag mit Bahrain über 1 Million Dosen.[31]
- Am 21. Juli 2022 gab Valneva nachbörslich eine signifikante Abänderung des Vorabkaufvertrages aus Ende 2021 bekannt: Die EU reduziert die Abnahme für 2022 von 30 Mio. auf 1,25 Mio. Dosen für D, DK, FIN, BGR und AUT zzgl. einer Option weiterer 1,25 Mio. Dafür entfällt die Option für 2023 (weitere 33 Mio. Dosen ursprünglich vereinbart). Eine nicht näher genannte Menge wird für ein potenziell zusätzliches Angebot an diese fünf EU-Staaten vorgehalten, weitere 8–10 Mio. Dosen mit Haltbarkeit von 24 Monaten will Valneva anderweitig zu vertreiben versuchen. Gründe für die Reduktion waren unter anderem Verzögerungen im Zulassungsverfahren und eine geringe Nachfrage aufgrund eines Überangebots anderer Impfstoffe. Die Produktion von COVID-19-Impfstoff Valneva wurde im Jahr 2022 eingestellt.[32]
- COVID-19-Impfstoff Valneva konnte in Deutschland ab dem 5. September 2022 von Leistungserbringern (z. B. Arztpraxen und Impfzentren) bestellt werden.[33]